# Дом Анны Хоперской
Дом Анны Хоперской (укр. Будинок Ганни Хоперської) — здание в городе Волчанск Чугуевского района Харьковской области по адресу улица Гоголя, дом 3. Памятник истории Украины местного значения.
В конце XIX века в этом доме жила семья портного Петра Васильевича Хоперского. 29 июня 1891 года здесь родилась его дочь Анна, впоследствии ставшая деятельницей народного просвещения и революционеркой.
Здание представляет собой небольшую деревянную избу XIX столетия, позже обложенную красным кирпичом. Мария Литвиненко так описывает здание в 1964 году: «маленький, наклонный, с низенькими окнами дом. Высокие ивы и тополя … прикрывают его своими зелеными ветвями».
В мае 1971 года на доме была установлена мемориальная доска. Этот «скромный домик» упоминает в своей книге «Встреча с Донцом» писатель Владимир Моложавенко.
Решением исполнительного комитета Харьковского областного совета депутатов трудящихся № 61 от 25 января 1972 года дом получил статус памятника истории местного значения с охранным номером 705. Поскольку Анна Хоперская включена в список лиц, подпадающих под закон о декоммунизации, ныне он не подлежит включению в Государственный реестр недвижимых памятников Украины.

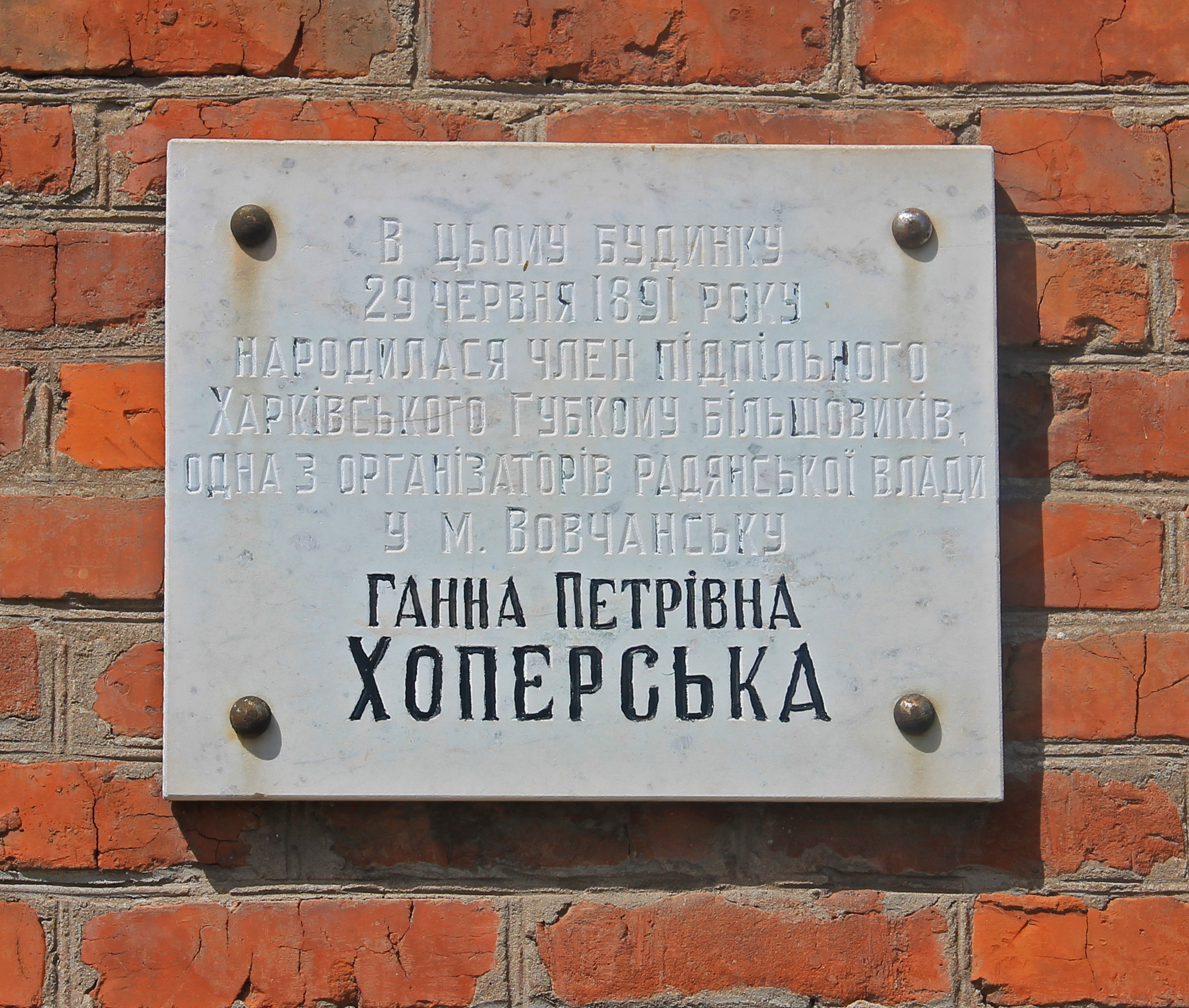
Мемориальная доска на доме